# Janov (Bruntál)
Janov és una localitat del districte de Bruntál a la regió de Moràvia-Silèsia, República Txeca. Està ubicada a l'oest de la regió, als Sudets orientals, prop de la frontera amb Polònia i la regió d'Olomouc.